# Thiard (Adelsgeschlecht)

Wappen der Familie de Thiard de Bissy

Die Familie de Thiard (auch de Thyard) stammt aus Saint-Gengoux und ist seit dem 14. Jahrhundert bekannt. Nach 1350, der Heirat von Claude de Thyard mit Françoise Bissy, nannte sich die Familie de Thyard de Bissy.
Der Familie entstammen namhafte Kleriker und hohe Offiziere, die zudem hohe politische Ämter bekleideten.
Der Zweig der de Thiard de Bissy starb Mitte des 19. Jahrhunderts aus, die Besitzungen gelangten durch Heirat an die Familie der d’Estampes.

## Erläuterungen
In der nachstehenden Genealogie verweisen Abschnittlinks von einzelnen Familienmitgliedern auf die Kurzbiografien. Bei den Kurzbiografien führen Wikilinks zu bestehenden Seiten in Wikipedia. In der Genealogie verzichten wir weitgehend auf Wikilinks, hingegen führen wir diese so vollständig wie möglich in den Kurzbiografien an. So können wir auch von anderen Wikipediaseiten direkt auf die Kurzbiografien verweisen. Das führt dazu, dass Wikilinks mehrfach vorkommen können.

## Genealogie

### Bis Ende des 16. Jahrhunderts
♂ Claude de Thiard ⚭ 1350 Françoise de Bissy
1. ♂ Jean († 1415), Écuyer ⚭ Jeanne de Brancion
  1. ♂ Claude II. († 1443), ⚭ Alix de Lugny

    1. ♂ Josserand (* 1407, † 25. November 1476) ⚭ Huguette de Goux († vor 1504)
      1. ♂ Étienne (* vor 1460, † 6. März 1507) ⚭ Philiberte de Véré (auch Varay) (* vor 1465, † 1507)
        1. ♂ Claude III. (†† 1523)
        2. ♂ Jean II., Écuyer ⚭ Jeanne de Ganay
          1. ♂ Claude IV. ⚭ 22. Mai 1553 Guillemette de Montgommery († 1599), Herrin von Bragny
            1. ♂ Héliodore (* 1558, X 23. August 1593) ⚭ 18. Oktober 1580 Marguerite de Busseul (* 1563, † 28. August 1588)
              1. ♀ Antoinette (* vor 1588, † 1642) ⚭ Salomon de Drée (* 1585, † 1653), Herr von La Serrée
              2. ♂ Ponthus (* vor 1590, † 1654) ⚭ 30. August 1608 Jeanne Bouton, Dame von Pierre und Vauvry
                1. ♂ Henri (X), als Zwanzigjähriger im Krieg gefallen
                2. ♂ Claude V. (* 1621, † 3. November 1701), Ritter ⚭ 28. April 1647 Éléonore Angélique de Neuchèze
---Nachkommen siehe unten---
                3. ♀ Marguerite (*† unbekannt) ∞ 20. Oktober 1638 Guillaume Prisque de la Tour-Serville

              3. ♂ Louis ⚭ Marguerite Bouvot de L’Isle
                1. ♂ Jacques ⚭ Marguerite Thérèse Bataille

              4. ♀ Charlotte ⚭ 8. Mai 1605 François de Bongards
                1. ♀ Jacqueline ⚭ Melchior Bernard de Montessus (* 1608, † 1672), Ritter, Vicomte de Lunes

            2. ♀ Diane ⚭ René de Foudras, Herr von Saint-Huruge
            3. ♂ Cyrus († 3. Januar 1624), Bischof von Chalon-sur-Saône (1594–1624)

          2. ♀ Françoise ⚭ Jean Boyer de Chanlecy, Herr von Trémolles
          3. ♂ Pontus (* 20. April 1521, †† 23. September 1605)

        3. ♀ Sébastienne ⚭ Nicolas de Saint-Anthot († 1546) Herr von Saint-Anthot
        4. ♀ Marie ⚭ Christophe Bouton († 1549), Herr von Le Fay, wohnhaft in Savigny-en-Revermont

      2. ♀ Philiberte (* 1460, † 1503) ⚭ Guillaume Garin (* 1460)
        1. ♀ Françoise (* 1483, † 1533) ⚭ Philippe de Bataille (* 1480, † 1571) → (Herren von Dampierre und La Chaux)

### Ab 17. Jahrhundert
1. ♂ Claude V. (* 1621, † 3. November 1701), Ritter ⚭ 28. April 1647 Éléonore Angélique de Neuchèze
  1. ♂ Jacques (* 2. August 1648, † 29. Januar 1744), Marquis ⚭ 1680 Bonne Marguerite de Haraucourt († 1682) Dame von Dalem
    1. ♂ Anne Claude (* 1681, † 2. Oktober 1765), Ritter ⚭ 1. Mai 1712 Angélique Henriette Thérèse Chauvelin (* 1686, † 1764)
      1. ♂ NN gestorben im Alter von 12 Jahren
      2. ♂ Anne Louis (* 8. Mai 1715. †† 2. Mai 1748), Lieutenant-général, Kommandant des Régiment Mestre de Camp Général cavalerie, gefallen bei der Belagerung von Maastricht.
      3. ♀ Angélique Françoise Joséphine (* 3. Februar 1720, † 30. September 1736) ⚭ 22. Februar 1735 Antoine Louis du Prat (* 1715, † 1775)
      4. ♀ NN keine weiteren Tatsachen bekannt

  2. ♂ Henri Pons (*25. Mai 1657, †† 26. Juli 1737)
  3. ♂ Claude VI. (* 1663, † 27. Mai 1754), Ritter des Johanniterordens Großprior und Großprior der Champagne, Mestre de camp der Kavallerie, Hauptmann der Galeeren des Königs ⚭ ~1641 Marie de Féron
    1. ♂ Claude VII. (* 1690 † 2. Juli 1723), Graf von Bissy ⚭ Sylvie Angélique Andrault de Langeron (* ~1684, † 11. Juli 1771)
      1. ♂ Claude VIII. (* 13. Oktober 1721, † 26. September 1810), Ritter ⚭ 10. Januar 1771 Jeanne Thérèse Tessier (* ~1740)
        1. ♂ Auxonne Marie Théodose (* 3. Mai 1772, † 28. Juni 1852), Ritter ⚭ 23. Dezember 1801 Aglaë de Moreton de Chabrillan (* 9. Juni 1784, † 1848)
          1. ♀ Élisabeth-Blanche (* 1803, † 1. April 1880), Baronin und Dame von Pierre ⚭ 23. Dezember 1824 Ludovic Omer d’Estampes (* 1795, † 1875), Marquis d’Estampes
          2. ♀ Laure Louise Thérèse (* 1. Oktober 1804, † 5. Februar 1879) ⚭ 29. Mai 1826 Amour Louis Charles René de Bouillé, zweiter Graf von Bouillé,

    2. ♂ Henri Charles Gabriel (* 7. Januar 1723, † 26. Juli 1794 exekutiert)  ⚭ 20. November 1752 Anne Brissart (* 8. November 1729, † 4. Oktober 1754)
      1. ♀ Marie Sophie Claudine (* ~1753, † 10. Juni 1812), Erste Hofdame der Königin Marie-Antoinette ⚭ 26. Dezember 1768 Jacques Charles de Fitz-James (* 1743, † 1805), Graf von Fitz-James, Pair de France

## Kurzbiografien
Claude de Thiard ⚭ 1350 Françoise de Bissy
- Seigneur von Bissy durch Heirat
Die Familie stammte ursprünglich aus Saint-Gengoux-le-National, wo sie seit dem 14. Jahrhundert bekannt ist. Nach der Heirat ergänzte Claude de Thiard seinen Namen mit demjenigen der Ehefrau, nannte sich de Thiard de Bissy und begründete eine neue Dynastie mit dem Zweig in der Bresse bourguignonne.

Jean de Thiard de Bissy(† 1415), Écuyer ⚭ Jeanne de Brancion
- Seigneur von Bissy durch Erbfolge
Er war Sergent d’Armes von König Charles VI.
Seine Ehefrau stammte aus dem Adelsgeschlecht der de Brancion, den Herren von Loisy, Sens-sur-Seille, Frangy-en-Bresse und weiteren.

Claude II. de Thiard de Bissy († 1443) ⚭ Alix de Lugny, Dame de La Saugeraie
- Seigneur von Bissy und Talant
Die Ehefrau entstammte einem einflussreichen Geschlecht, die de Lugny waren die Herren von Ormes, Branges und weiteren.

Josserand de Thiard de Bissy (* um 1407, † 25. November 1476) ⚭ Huguette de Goux († vor 26. Juli 1504)
-Seigneur von Bissy, Talant und La Saugeraie durch Heirat
Er begann seine Laufbahn als Écuyer der Herzöge von Burgund, Philipp der Gute und Karl der Kühne. Später war er Hauptmann-Kastellan von Saint-Gengoux.
Seine Ehefrau entstammte dem Geschlecht der de Goux, den Herren von La Vicheresse und Neublans, ihre Mutter entstammte dem Geschlecht der de Rupt, den Herren von Saint-Usuge und zeitweise Louhans.

Étienne de Thiard de Bissy (* vor 1460, † 6. März 1507 in Dole) ⚭ Philiberte de Véré (auch Varay) (* vor 1465, † 1507)
-Ritter, Herr von Bissy.
Er bevorzugte die Rechtswissenschaften dem Kriegshandwerk und wurde nach der Ausbildung Maître des requêtes von Erzherzog Maximilian I., erster Präsident des Parlement von Dole und schließlich Finanzminister des Erzherzogs Maximilian.

Claude III. de Thiard de Bissy (†† 1523)
- Herr von Bissy
Wie sein Vater, stand er in den Diensten Spaniens. Er bekleidete das Amt eines Generals in der Armee von Kaiser Karl V. und war Ritter des Alcántaraordens. 1523 war er Botschafter in Rom und starb auf einem Schiff, als dieses Feuer fing.

Jean II. de Thiard de Bissy ⚭ Jeanne de Ganay
- Écuyer, Herr von Bissy
Nach dem Tod seines Bruders, Claude III., wird er Herr von Bissy und Bragny.
Er widmete sich ebenfalls den Rechtswissenschaften und wurde durch König François I.  als Generalleutnant des Mâconnais eingesetzt. Von ihm wird gesagt, er sei ein «würdiger, lobenswerter und gnädiger Richter gewesen, der allen gefallen habe».

Claude IV. de Thiard de Bissy ⚭ 22. Mai 1553 Guillemette de Montgommery († 1599), Dame von Bragny
- Herr von Bissy und Bragny
Als Erbe seines Vaters wurde er Herr von Bissy und durch die Heirat Herr von Bragny.

Pontus de Thiard de Bissy (* 20. April 1521, †† 23. September 1605)

Zusammenfassung der Titel und Funktionen von Pontus de Thiard de Bissy:
- Kanoniker der Kirche Saint-Vincent in Mâcon (1562)
- Protonotar des Heiligen Stuhls, von Papst Paul III. ernannt (1552)
- Mitglied des Parlements von Paris (1570)
- Kaplan der Könige Henri II., Charles IX., Henri III., Henri IV.
- Staatsrat von König Henri III.
- Großarchidiakon des Kapitels Saint-Vincent de Chalon-sur-Saône
- Von Papst Gregor XIII ernannter Bischof von Chalon-sur-Saône (angenommener Rücktritt 1594)
- Abgeordneter der Provinz Lyon bei der Versammlung des Klerus von Frankreich in Melun (1579)
- Gewählter Vertreter des Klerus in den Generalständen von Burgund (1587)
- Abgeordneter von Burgund in den Generalständen des Königreichs, die in Blois einberufen wurden (1588)
- Gründungsmitglied der Pléiade (1550)
- Gründungsmitglied der Académie de Musique et de Poésie (1570)

Héliodore de Thiard de Bissy (* 1558, X 22. August 1593), ⚭ 18. Oktober 1580 Marguerite de Busseul (* 1563, † 28. August 1592)
- Herr von Bissy, Bragny und Charnay, Gouverneur von Verdun
Mit 15 Jahren wurde er Knappe des Königs, später Ritter, Grand Écuyer de la grande écurie du roi, Hauptmann von 50 Lanzen und 200 Arkebusen, schließlich Gouverneur von Verdun. Er dient vor allem den Königen Henri III. und Henri IV.
Marguerite de Busseul liebte ihren Mann leidenschaftlich und wollte ihn während allen Belagerungen, die er zu überstehen hatte, nie verlassen. Sie sorgte für die Verwundeten und übernahm deren Versorgung. Während der Belagerung von Verdun im Achten Hugenottenkrieg wurde sie durch die Explosion eines Faßes mit Schwarzpulver während der Arbeit getötet.
Héliodore wurde während eines Angriffs bei Beaune verletzt und starb am 22. August 1593 und wurde im Kloster Maizières beigesetzt.

Cyrus de Thiard de Bissy († 3. Januar 1624), Bischof von Chalon-sur-Saône (1594–1624).
Als Neffe von Pontus de Thiard de Bissy eiferte er seinem Onkel nach.
- Im September 1586 wurde er zum Subdiakon geweiht, dann zum Kanoniker der Kathedrale Saint-Vincent in Chalon-sur-Saône und später zum Archidiakon.
- Im Jahr 1589 forderte König Heinrich III. Ponthus de Thiard de Bissy auf, seinen Bischofssitz zugunsten seines Neffen Cyrus aufzugeben. Diese Empfehlung wurde im März 1593 vom neuen König Heinrich IV. in Anbetracht «der Dienste des Herrn Héliodore de Thiard de Bissy als Gouverneur von Verdun» bestätigt und die Resignation wurde im März 1593 wirksam. Cyrus de Thiard wurde im Januar 1594 bestätigt und am 20. Februar 1594 in der Kirche San Luigi dei Francesi in Rom geweiht.
- Der neue Bischof nahm an den Generalständen von Burgund 1605 und 1611 teil, bevor er Abgeordneter des Klerus bei den Generalständen 1614 und bei der Versammlung der Notabeln im folgenden Jahr in Rouen war.
- Er war der erste Bischof von Chalon, der im Parlement von Dijon saß.
- Er war verantwortlich für die Abschaffung des exklusiven Weinverkaufsrechts, das die örtlichen Bischöfe für sich beansprucht hatten, und des Fête des Fous, das ein Überbleibsel der mittelalterlichen religiösen Saturnalien war.
- Er war ein «gelehrter und frommer» Bischof, der die Gründung religiöser Kongregationen förderte: Minimes (1597), Kapuziner (1604), Karmeliter und Dominikaner (1610).
- 1624 starb er in Chalon-sur-Saône im Bischofspalast, den er hatte umgestalten lassen.

Ponthus de Thiard de Bissy (* vor 1590, † 1654) ⚭ 30. August 1608 Jeanne Bouton, Dame von Pierre und Vauvry
- Écuyer, Herr von Bissy, Charnay und Pierre durch Heirat
Leiter der Gendarmeriekompanie des Herzog von Bellegarde

Claude V. de Thiard de Bissy (* 1621, † 3. November 1701) ⚭ 28. April 1647 Éléonore Angélique de Neuchèze
- Comte von Bissy, Baron von Pierre, Vauvry und Hotonnes, Herr von Fley, Authumes, Fretterans, Charnay und Pierre.
Er erhält 1638 die Baronie Pierre-de-Bresse von seinem Patenonkel Claude Bouton geschenkt, mit der testamentarischen Anweisung, den Namen und das Wappen der Boutons zu tragen.
Er wählte die militärische Laufbahn und nahm an verschiedenen Feldzügen teil als Hauptmann der leichten Kavallerie, bekam danach ein Kavallerieregiment, mit dem er sich 1654 bei der Schlacht von Arras hervortat. 1662 begleitete er Bernardin Gigault, den Marquis de Bellefonds, nach Italien. 1664 war er zurück und wurde nach Deutschland geschickt, als Kommandant von 26 Kavalleriekompanien, um den Kaiser im Kampf gegen die Türken zu unterstützen. Claude de Thiard de Bissy tat sich besonders hervor an der Spitze der französischen Kavallerie, die den Raab überquerte und die Türken vertrieb. Von Louis XIV. erhielt er dafür einen schmeichelhaften Dankesbrief.
Er diente weiterhin in der königlichen Armee in Flandern, Deutschland und Katalonien. Er wurde 1667 Maréchal de camp und 1670 Lieutenant-général der Armeen des Königs. 1668 bis 1671 war er als Vertreter des Adels in die Generalstände von Burgund gewählt.
1668 eroberte Louis XIV. die Franche-Comté und übergab das Kommando über Stadt und Schloss Gray an den Grafen von Bissy. Nach dem Frieden von Aachen musste die Franche-Comté an Spanien zurückgegeben werden und Claude de Thiard de Bissy wurde Gouverneur von Auxonne.
1675 diente Claude de Thiard de Bissy in Katalonien unter Friedrich von Schomberg.
Ab 1680 – einer Zeit des Friedens – ließ Claude V. de Thiard de Bissy das Schloss in Pierre-de-Bresse auf das Schönste wieder aufbauen. Er starb 1701 in Metz und wurde in Pierre-de-Bresse beigesetzt.
In seiner Karriere war er zudem Lieutenant-général in der Provinz Lothringen und Barrois und Kommandant in den Trois-Évêchés.
Er war Ritter des Ordens vom Heiligen Geist und des Michaelsordens

Jacques de Thiard de Bissy (* 2. August 1648, † 29. Januar 1744) ⚭ 1680 Bonne Marguerite de Haraucourt († 11. März 1682), Dame von Dalem.
- Marquis de Bissy, d’Haraucourt und Faulquemont, Baron von Pierre, Lorquin, Herr von Fretterans, Authumes und Charnay
Seine Ehefrau war Kanonissin in Remiremont. Sie starb in Savigny-en-Revermont bei der Geburt ihres Sohnes Anne Claude.
Er war Lieutenant-général der Armeen des Königs, Gouverneur von Stadt und Schloss Auxonne und Ritter des Ordre royal et militaire de Saint-Louis. Er diente König Louis XIV. in allen Kriegen. Seine Vorgesetzten waren der Vicomte de Turenne, Marschall François de Créquy, Marschall de Luxembourg und der Duc de Vendôme.
Ein Ereignis mit dem Kriegsminister führte ihn zum Entschluss, sich in die Bresse zurückzuziehen. Er starb 1744 im Schloss Pierre-de-Bresse, bei dem er wunderschöne Gärten und Parkanlagen bauen ließ.

Henri Charles Gabriel de Thiard de Bissy (* 7. Januar 1723, † 26. Juli 1794 exekutiert) ⚭ 20. November 1752 Anne Élisabeth Marie Marthe Rose Brissart (* 8. November 1729, † 4. Oktober 1754)
- Comte von Bissy
1738 trat er als Unterleutnant der 2. Kompanie der Musketiere des Königs in den Militärdienst ein. Er nahm am Österreichischen Erbfolgekrieg und am Siebenjährigen Krieg teil und erhielt 1762 den Grad eines Lieutenant-général. 1787 war er Oberbefehlshaber in der Bretagne und Gouverneur von Stadt und Schloss Brest. 1789, während den Wahlen in die Generalstände, wurden er und de Molleville von der wütenden Menge gesteinigt und konnten noch rechtzeitig in den Gouverneurspalast flüchten. Am 10. August 1792 wurde er als Anhänger der Monarchie bei der Verteidigung des Tuilerien-Palastes schwer verwundet. Während der Terrorherrschaft wurde er verhaftet, zum Tode verurteilt und am 8. Thermidor im Jahr II (26. Juli 1794) in Paris guillotiniert.
Er war Ritter des Ordens vom Heiligen Geist und des Michaelsordens.
Seine literarischen Werke und Briefe wurden posthum veröffentlicht.
Er hatte lediglich eine Tochter, Marie, die Jacques Charles de Fitz-James (* 1787, † 1805), den 5. Herzog von Fitz-James, heiratete.

Henri Pons de Thiard de Bissy (*25. Mai 1657, †† 26. Juli 1737)
Seit seinem 12. Lebensjahr war sein Wunsch das Klosterleben. Seine Ausbildung erhielt er bei den Jesuiten in Dijon und später an der Sorbonne, wo er in Theologie doktorierte. Er wurde bald bekannt für seine Predigten gegen die Reformierten von Metz und seine Missionen in Deutsch-Lothringen. In der Folge wurde er vom König zum Bischof von Toul ernannt.
Bald folgten endlose Streitereien mit dem Herzog von Lothringen und den Magistraten dieser Provinz wegen kirchlicher Rituale und wegen Verwaltungserlassen, die der Papst missbilligte. Damit zog er die Aufmerksamkeit des Königs Louis XIV. auf sich, er bot ihm das Erzbistum Bordeaux an – was er jedoch ablehnte. Er erhielt zwei weitere Abteien, eine war die Abtei Saint-Germain-des-Prés. Nach dem Tode von Jacques Bénigne Bossuet als Bischof folgte er diesem 1704 in Meaux. 1715 schließlich erhielt er die Kardinalswürde.
Er war einer der geistlichen Beauftragten für den Empfang der Päpstlichen Bulle Unigenitus Dei filius. Er wurde von den Anhängern der Bulle hochgeschätzt und von den Janseniten ebenso gehasst und verhöhnt. Er nahm an drei Konklave teil und wurde zum Commandeur des Ordens vom Heiligen Geist ernannt.
1732 begründete er in Pierre-de-Bresse ein Heim, in dem drei Terziarinnen die Armen pflegten und die Kinder und Jugendlichen unterrichteten.
Er war ein eifriger Anhänger der Jesuiten, ein Ultramontaner und intoleranter Katholik. Er genoss die Gunst des Sonnenkönigs und seiner Geliebten Madame de Maintenon und war gewissermaßen der Theologe des Königs. Er starb 1737 in der Abtei Saint-Germain-des-Prés, deren Abt er war.

Anne Claude de Thiard de Bissy (* 1681, † 2. Oktober 1765), ⚭ 1. Mai 1712 Angélique Henriette Thérèse Chauvelin (* 1686, † 1764).
- Ritter, Marquis de Bissy, Comte von Dalem, Baron von Pierre und Authumes, Herr von Bragny, Charnay, Haraucourt, Faulquemont, La Chapelle-Saint-Sauveur, de La Borde, Romémont
 Seine Erziehung erfolgte durch Louis de Bourbon, dem Vater von König Louis XV. Mit 16 Jahren war er Musketier der ersten Kompanie, mit 17 Jahren Hauptmann der Kavallerie. Er diente der italienischen Armee, blieb dort mehrere Jahre und nahm an verschiedenen Kriegszügen teil. Mit 28 Jahren wurde er Brigadier des armées du roi, mit 37 Jahren Maréchal de camp und im Alter von 52 Jahren Lieutenant-général des armées
Er war Gouverneur von Stadt und Schloss Auxonne und Lieutenant-général des armées du Roi
Er war Botschafter in Neapel beim Königreich beider Sizilien. 1745 wurde er als Vertreter des Adels in die Generalstände von Burgund gewählt.
Sein Sohn, Anne Louis (* 1715, † 1748), war bereits 1732 Mestre de camp en second, also faktisch Kommandant des 9. Kürassier-Regiments. Er war aber jung verstorben, deshalb vermachte er seinen ganzen Besitz seinem Neffen, Claude VIII.

Claude VIII. de Thiard de Bissy (* 13. Oktober 1721, † 26. September 1810), ⚭ 10. Januar 1771 Jeanne Thérèse Tessier (* ~1740), Gouvernante in den Tuilerien
- Ritter, Comte von Bissy, Baron von Pierre und Vauvry, Herr von Authumes, Fretterans, Grandmont, La Chapelle-Saint-Sauveur, Saint-Didier, Savianges
Mit 18 Jahren tritt er als Brigadier der 2. Kompanie der Musketiere des Königs in den Militärdienst ein. Seit seinem 20. Lebensjahr nahm er an zahlreichen Schlachten teil, beispielsweise 1745 an der Schlacht bei Fontenoy. Er diente während der gesamten Kriegszeit, bis zum Frieden von 1763. 1762 wurde er Lieutenant-général des armées, nahm an der Eroberung der Franche-Comté teil und wurde Gouverneur des Languedoc. Er war zudem Gouverneur von Auxonne.
1750 wurde er Mitglied der Académie française, wo ihm der Fauteuil Nummer 12 zugewiesen war.
Während der Revolution hielt er sich in seinem Schloss in Pierre-de-Bresse auf. Während einiger Zeit wurde er in Louhans festgehalten, unter dem Verdacht, Vater eines Emigranten zu sein.

Auxonne Marie Théodose de Thiard de Bissy (* 3. Mai 1772, † 28. Juni 1852) ⚭ 23. Dezember 1801 Marie Madeleine Eléonore Aglaë de Moreton de Chabrillan (* 9. Juni 1784, † 30. November 1848).
- Ritter, Baron und Herr von Pierre
Mit 16 Jahren wurde er Unterleutnant der Infanterie im Régiment du Roi. 1791 emigrierte er und schloss sich bis 1799 der Armee der Emigranten an. Während des Konsulats kehrte er nach Frankreich zurück und wurde 1802 Generalrat von Saône-et-Loire, 1803 Präsident des Kantons Pierre-de-Bresse.
Als Kammerherr von Napoleon Bonaparte wurde er 1805 bevollmächtigter Minister des Großherzogtum Baden. Während der Feldzüge Napoleons 1805 bis 1807 war er Adjutant des Kaisers. Anschließend wurde er Adjutant von General Lauriston. 1807 fiel er jedoch in Ungnade und blieb es bis 1814. Am 4. Juni 1814 wurde er zum Maréchal de camp befördert, wurde Ritter des Ordens von Saint-Louis und am 14. Februar 1815 Kommandeur der Ehrenlegion.
In der Folge widmete er sich vorwiegend politischen Aufgaben als Vertreter des Département Saône-et-Loire.
Er hatte zwei Töchter, die ältere, Blanche Claudine de Thiard de Bissy (* 1803, † 1880), heiratete Ludovic Omer d’Estampes, der Zweig der de Thiard de Bissy starb aus und die Besitzungen gingen an die d’Estampes über.

## Genealogische Zeichen
Auf dieser Seite werden die Genealogischen Zeichen verwendet.
Der Einfachheit halber werden die verwendeten Zeichen hier aufgelistet:
* geboren - † gestorben - X gefallen, getötet ⚭ Heirat - I⚭ Heirat in erster Ehe - II⚭ Heirat in zweiter Ehe - †† Linie ausgestorben (z. B. wegen Kindstod, Tod in jungen Jahren oder zölibatärer Lebensweise).